# Turmwindmühle Merzenich

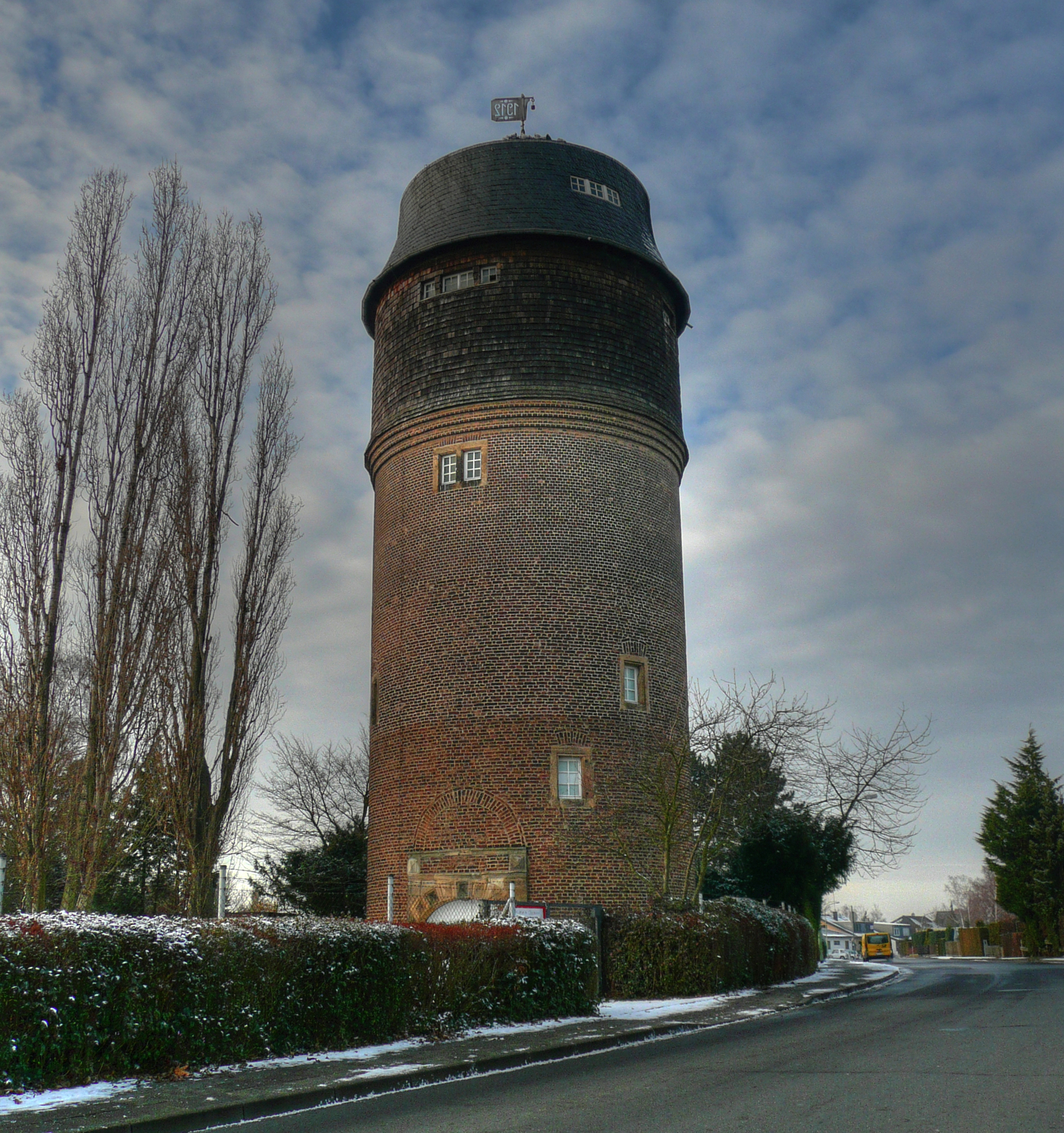
Die ehemalige Turmwindmühle

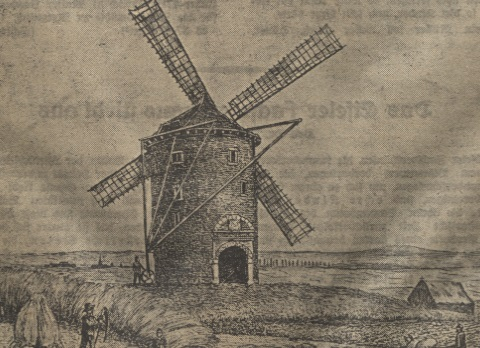
Die Windmühle im 17. Jahrhundert

Die ehemalige Turmwindmühle steht hoch über Merzenich im Kreis Düren in Nordrhein-Westfalen an der Ecke Mühlenstraße, Ecke Mühlendriesch.

## Geschichte
Die Mühle wurde im Jahre 1608 als steinerne Turmwindmühle erbaut. 1822 wurde das Bauwerk als Mahlmühle genannt. Besitzerin war die Witwe Schoogh. Die Windmühle konnte aber nur etwa vier Monate im Jahr arbeiten. Deshalb hafteten viele Schulden auf der Mühle. 1895 wurde sie als ehemalige Mühle bezeichnet, war also schon stillgelegt. Die Ruine wurde 1912 umgebaut und renoviert. Ab 1936 wurde die ehemalige Windmühle als Wasserturm genutzt. Heute wird der Turm für Veranstaltungen genutzt.
Die ehemalige Windmühle ist unter Nr. 21 in die Denkmalliste eingetragen. Der Denkmaleintrag lautet:

„1608 laut Inschrifttafel im Mauerwerk; Renovierung und Umbau 1912 laut Wetterfahne; 4-geschossiger runder Backsteinturm mit korbbogiger Durchfahrt im Erdgeschoss, beidseitige Renaissanceportale aus Kalkstein mit Diamantquaderung, unregelmäßige Fenstereinteilung mit Werksteingewänden, der obere Turmbereich 1912 neu aufgemauert, z. T. mit Holzschindeln verkleidet, Schieferdach, über dem stadtseitigen Portal verwitterter Wappenstein.“